# Блументаль (Гольштейн)
Блументаль (нем. Blumenthal) — община в Германии, в земле Шлезвиг-Гольштейн.
Входит в состав района Рендсбург-Экернфёрде. Подчиняется управлению Мольфзее. Население составляет 669 человек (на 31 декабря 2010 года). Занимает площадь 7,8 км².